# PGC 1637494
LEDA/PGC 1637494 ist eine Galaxie im Sternbild Krebs auf der Ekliptik. Sie ist schätzungsweise 1,3 Milliarden Lichtjahre von der Milchstraße entfernt. Im selben Himmelsareal befinden sich u. a. die Galaxien NGC 2562, NGC 2563, NGC 2569, NGC 2570.